# Wólka (powiat Gołdapski)
Wólka (Duits: Wolken) is een plaats in het Poolse woiwodschap Ermland-Mazurië, in het district Gołdapski. De plaats maakt deel uit van de landgemeente Banie Mazurskie en telt 90 inwoners.